# Belgische Fußballnationalmannschaft/Europameisterschaften
Der Artikel beinhaltet eine ausführliche Darstellung der belgischen Fußballnationalmannschaft bei Europameisterschaften. Belgien war zweimal Ausrichter, davon einmal zusammen mit den niederländischen Nachbarn, wurde einmal Zweiter und einmal Dritter, konnte sich aber bislang nur sechsmal für die Endrunden qualifizieren.

## Die Nationalmannschaft bei Europameisterschaften

### Übersicht
Belgien nahm 2024 zum siebten Mal an der Endrunde zur Europameisterschaft teil, davon einmal als Gastgeber bei vier Teilnehmern, wofür sich auch Belgien qualifizieren musste, zweimal an einer Endrunde mit acht Teilnehmern, einmal als automatisch qualifizierter Gastgeber mit 16 Teilnehmern und dreimal bei 24 Teilnehmern.
| Jahr | Gastgeberland           | Teilnahme bis …    | Letzte(r) Gegner                  | Ergebnis 1 | Trainer            | Bemerkungen und Besonderheiten |
| ---- | ----------------------- | ------------------ | --------------------------------- | ---------- | ------------------ | --- |
| 1960 | Frankreich              | nicht teilgenommen |                                   |            |                    | |
| 1964 | Spanien                 | nicht qualifiziert |                                   |            |                    | In der Vorrunde an Jugoslawien gescheitert. |
| 1968 | Italien                 | nicht qualifiziert |                                   |            |                    | In der Qualifikation an Frankreich gescheitert. |
| 1972 | Belgien                 | Spiel um Platz 3   | Ungarn                            | Dritter    | Raymond Goethals   | |
| 1976 | Jugoslawien             | nicht qualifiziert |                                   |            |                    | Im Viertelfinale am späteren Dritten Niederlande gescheitert. |
| 1980 | Italien                 | Finale             | Deutschland                       | Zweiter    | Guy Thys           | |
| 1984 | Frankreich              | Vorrunde           | Dänemark, Frankreich, Jugoslawien | 6.*        | Guy Thys           | Als Gruppendritter ausgeschieden |
| 1988 | BR Deutschland          | nicht qualifiziert |                                   |            |                    | In der Qualifikation an Irland gescheitert. |
| 1992 | Schweden                | nicht qualifiziert |                                   |            |                    | In der Qualifikation an Deutschland gescheitert. |
| 1996 | England                 | nicht qualifiziert |                                   |            |                    | In der Qualifikation an Dänemark und Spanien gescheitert. |
| 2000 | Niederlande und Belgien | Vorrunde           | Italien, Schweden, Türkei         | 12.*       | Robert Waseige     | Als Gruppendritter ausgeschieden |
| 2004 | Portugal                | nicht qualifiziert |                                   |            |                    | In der Qualifikation an Bulgarien und Kroatien gescheitert. |
| 2008 | Österreich und Schweiz  | nicht qualifiziert |                                   |            |                    | In der Qualifikation an Portugal und Polen gescheitert. |
| 2012 | Polen und Ukraine       | nicht qualifiziert |                                   |            |                    | In der Qualifikation an Deutschland und der Türkei gescheitert. |
| 2016 | Frankreich              | Viertelfinale      | Wales                             | 6.*        | Marc Wilmots       | Als Gruppenzweiter das Achtelfinale erreicht. |
| 2021 | Europa                  | Viertelfinale      | Italien                           | 5.*        | Roberto Martínez   | Belgien konnte sich am 10. Oktober 2019 als erste Mannschaft qualifizieren und ist neben Italien die einzige Mannschaft, die 10 Spiele gewann. Gruppengegner bei der Endrunde waren Dänemark, Finnland und Russland. Mit drei Siegen qualifizierten sich die Belgier für das Achtelfinale. |
| 2024 | Deutschland             | Achtelfinale       | Frankreich                        |            | / Domenico Tedesco | Gruppengegner in der Qualifikation waren Österreich, Schweden, Aserbaidschan und Estland. Belgien konnte sich als erste Mannschaft sportlich für die Endrunde qualifizieren und traf dabei auf die Slowakei, Rumänien und die Ukraine, den Sieger des Play-Off-Pfad B.                     |

## Endrunden mit vier Teilnehmern

### EM 1960
Für die Fußball-Europameisterschaft 1960, die noch als „Europapokal der Nationen“ ausgetragen wurde, hatten sich die Belgier nicht gemeldet.

### EM 1964
Für die Fußball-Europameisterschaft 1964 musste Belgien in der Vorrunde gegen Jugoslawien antreten und verlor beide Spiele (2:3 und 0:1). Jugoslawien scheiterte dann im Achtelfinale an Schweden.

### EM 1968
Für die Fußball-Europameisterschaft 1968 musste sich Belgien gegen die Nachbarn Frankreich und Luxemburg sowie Polen qualifizieren. In der ausgeglichenen Gruppe hatte nur Luxemburg keine Chance. Belgien verlor zweimal gegen Polen, hatte damit zwei Punkte weniger als die Franzosen und schied aus. Frankreich scheiterte dann im Viertelfinale an Jugoslawien.

### EM 1972
Für die EM-Endrunde qualifizierte sich Belgien zunächst als Gruppensieger vor Portugal, Schottland und Dänemark und dann überraschend gegen Titelverteidiger Italien im Viertelfinale nach einem 0:0 in Italien durch ein 2:1 im Rückspiel. Damit standen die Belgier im Halbfinale und wurden als Gastgeber der Endrunde bestimmt. Sie verloren aber das Halbfinale gegen Deutschland mit 1:2, wobei Odilon Polleunis mit dem 1:2-Anschlusstreffer in der 83. Minute das erste EM-Tor für Belgien erzielte, so dass ihnen nur das Spiel um Platz 3 blieb. Dieses gewannen sie mit 2:1 gegen Ungarn. Deutschland gewann auch das Finale gegen die Sowjetunion (3:0), wobei Traumfußball zelebriert wurde.

### EM 1976
1976 wurde die Endrunde letztmals mit vier Mannschaften ausgetragen, Belgien qualifizierte sich für das Viertelfinale als Gruppensieger vor der DDR, Frankreich und Island. Im Viertelfinale unterlagen sie dann aber dem nördlichen Nachbarn Niederlande mit 0:5 und 1:2, der damit erstmals die Endrunde erreichte.

## Endrunden mit acht Teilnehmern

Aufstellungen im Finale 1980

### EM 1980
Für die Europameisterschaft in Italien, die erstmals mit acht Mannschaften ausgetragen wurde, qualifizierte sich Belgien mit je vier Siegen und Unentschieden gegen Österreich, Portugal, Schottland und Norwegen. Perfekt gemacht wurde die Qualifikation aber erst im letzten Spiel durch ein 3:1 in Schottland.
Bei der EM waren die Belgier in eine Gruppe mit Gastgeber Italien, England und Spanien gelost worden und galten aus Außenseiter. Nach einem 1:1 gegen England und einem 2:1 gegen Spanien reichte ihnen aber ein torloses Remis gegen Italien, um das Finale gegen Deutschland zu erreichen, wo sie wieder Außenseiter waren. Sie gerieten auch bereits in der 10. Minute durch ein Tor von Horst Hrubesch in Rückstand und die deutsche Mannschaft dominierte das Spiel. In der zweiten Halbzeit kamen die Belgier aber besser ins Spiel. In der 75. Minute konnten sie durch einen umstrittenen Elfmeter ausgleichen und hatten weitere Chancen, das Spiel zu gewinnen. In der 89. Minute war es aber erneut Hrubesch, der mit einem Kopfball den Siegtreffer erzielte und so Deutschland den zweiten EM-Titel bescherte. Der zweite Platz ist aber die bis heute beste Platzierung der Belgier bei einer Europameisterschaft.

### EM 1984
Für die Europameisterschaft in Frankreich qualifizierte sich Belgien gegen die Schweiz, die DDR und Schottland und verlor dabei nur das letzte Spiel in der Schweiz, als die Qualifikation für die EM-Endrunde schon feststand. In Frankreich gewannen die Belgier das Auftaktspiel gegen Jugoslawien mit 2:0, verloren dann aber gegen Gastgeber Frankreich mit 0:5. Da diesmal auch ein Halbfinale stattfand, wozu der zweite Gruppenplatz berechtigte und auch Dänemark gegen Frankreich verloren und gegen Jugoslawien gewonnen hatte, war das letzte Gruppenspiel gegen die Dänen entscheidend. Die Belgier gingen auch durch zwei Tore in der 27. und 39. Minute mit 2:0 in Führung, mussten aber bereits in der 40. Minute den Anschlusstreffer hinnehmen. In der zweiten Halbzeit konnten die Dänen dann das Spiel endgültig drehen und gewannen mit 3:2. Belgien schied als Dritter aus und verabschiedete sich für 16 Jahre von der EM-Bühne.

### EM 1988
Für die Europameisterschaft im Nachbarland Deutschland sollte sich Belgien gegen Irland, Bulgarien, Schottland und mal wieder Luxemburg qualifizieren. In einer sehr ausgeglichenen Gruppe, in der nur Luxemburg kein Spiel gewann, wurde Belgien durch ein 0:2 in Schottland im vorletzten Spiel trotz der besten Tordifferenz nur Dritter und verpasste die EM. So erreichte Irland zum ersten Mal die EM-Endrunde. Der Belgier Nico Claesen wurde gemeinsam mit dem Italiener Alessandro Altobelli und dem Niederländer Marco van Basten mit je 7 Toren Torschützenkönig des gesamten Wettbewerbs.

### EM 1992
In der Qualifikation für die EM 1992 sollte Belgien gegen die DDR, die Bundesrepublik Deutschland, Wales und erneut Luxemburg antreten. Aufgrund der Wiedervereinigung Deutschlands am 3. Oktober 1990 trat aber erstmals eine gesamtdeutsche Mannschaft in der Qualifikation an. Das vor der Wiedervereinigung terminierte Spiel in Brüssel gegen die DDR wurde daher als Freundschaftsspiel ausgetragen und war das letzte Spiel der DDR. Mit lediglich zwei Siegen gegen Luxemburg wurden die Belgier nur Dritter. Weltmeister Deutschland erreichte als Gruppensieger die EM, verlor dort aber gegen die nachträglich für die suspendierten Jugoslawen nachnominierten Dänen im Finale.

## Endrunden mit 16 Teilnehmern

### EM 1996
Vier Jahre später trafen die Belgier in der Qualifikation auf Spanien, Dänemark und Zypern sowie Mazedonien und Armenien, die erstmals teilnahmen. Hinter den ungeschlagenen Spaniern und den Dänen wurde die Belgier nur Dritter. Verspielt hatten sie den zweiten Platz am drittletzten Spieltag durch ein 1:3 im Heimspiel gegen Dänemark.

### EM 2000
Für die EM 2000 mussten sich die Belgier nicht qualifizieren, da sie als Co-Gastgeber zusammen mit den Niederländern automatisch qualifiziert waren.
Im Eröffnungsspiel gegen Schweden erzielte Bart Goor kurz vor der Pause das 1:0 und damit das erste Tor der EM. Emile Mpenza konnte dann unmittelbar nach der Halbzeitpause das 2:0 nachlegen. Den Schweden gelang zwar kurz danach der Anschlusstreffer, aber gegen zuletzt nur noch mit 10 Spielern spielende Skandinavier brachten die Belgier den Sieg nach Hause. In den beiden folgenden Spielen gegen Italien und die Türkei verloren sie aber jeweils mit 0:2, so dass die Belgier als erster Gastgeber einer EM mit Gruppenphase in der Vorrunde ausschieden. Zudem erhielt auch noch Torhüter Filip De Wilde im letzten Gruppenspiel die Rote Karte und da Belgien schon dreimal ausgewechselt hatte, musste ein Feldspieler ins Tor. Belgien verabschiedete sich damit für 16 Jahre von der EM-Bühne.

### EM 2004
In der Qualifikation für die EM 2004 traf Belgien auf Bulgarien, Kroatien, Estland und Andorra. Belgien begann die Qualifikation mit einer Niederlage in Bulgarien und konnte dann in Andorra und Estland jeweils nur mit 1:0 gewinnen. Es folgte ein 0:4 in Kroatien und ein 2:2 gegen Bulgarien. Die letzten drei Spiele wurden dann zwar gewonnen, am Ende hatte Belgien aber gegenüber Kroatien die schlechtere Tordifferenz und einen Punkt weniger als Gruppensieger Bulgarien. Daher wurde Belgien nur Dritter und verpasste die Playoffs der Gruppenzweiten. In diesen setzte sich Kroatien gegen Slowenien durch und fuhr zur EM.

### EM 2008
In der Qualifikationsgruppe A für die EM 2008 traf Belgien auf Polen, Portugal, Serbien, Finnland, Kasachstan, Armenien und Aserbaidschan. Die beiden erstplatzierten Mannschaften waren für die Endrunde in der Schweiz und Österreich qualifiziert. Polen konnte sich als Gruppensieger erstmals für die EM-Endrunde qualifizieren, Portugal erreichte als Gruppenzweiter die EM. Belgien wurde nur Fünfter und konnte dabei nur die Spiele gegen Armenien und Aserbaidschan sowie ein Spiel gegen Serbien gewinnen.

### EM 2012
In der Qualifikationsgruppe A für die EM 2012 traf Belgien auf Aserbaidschan, Deutschland, Kasachstan, Österreich und die Türkei. Belgien verspielte die Chance auf die Teilnahme an den Playoffs der Gruppenzweiten durch ein 1:3 im letzten Spiel in Deutschland, wodurch die deutsche Mannschaft mit 10 Siegen die Qualifikation beendete, den Belgiern aber nur Platz 3 hinter der Türkei blieb, die im Parallelspiel mit 1:0 gegen Aserbaidschan gewonnen hatte. Die Türkei scheiterte in den Playoffs aber an Kroatien.

## Endrunden mit 24 Teilnehmern

### EM 2016
An der EM nahmen erstmals 24 Mannschaften teil. Für die Auslosung der Qualifikationsgruppen, die am 23. Februar 2014 erfolgte, war Belgien in Topf 2 gesetzt. Belgien wurde in Gruppe B gelost. Aus den anderen Töpfen wurden zugelost: Andorra, Bosnien-Herzegowina (schlechteste Mannschaft aus Topf 1), Israel, Wales und Zypern (schlechteste Mannschaft aus Topf 5).
Belgien startete am 10. Oktober 2014 mit einem 6:0 gegen Andorra in die Qualifikation und lag nach der Hälfte der Spiele auf Platz 1, punktgleich mit Wales. Durch eine Niederlage in Wales wurden aber die Plätze getauscht. Daran änderten auch die beiden folgenden Siege nichts. Mit einem Sieg in Andorra qualifizierte sich Belgien am vorletzten Spieltag vorzeitig für die Endrunde und konnte durch die Niederlage der Waliser in Bosnien und Herzegowina die Führung in der Gruppe wieder übernehmen und diese bis zum Schluss verteidigen. Die zweitplatzierten Waliser konnten sich ebenfalls und zum ersten Mal für die Endrunde qualifizieren, Bosnien und Herzegowina erreichte am letzten Spieltag noch den dritten Platz und hat damit noch die Chance, sich in Playoffspielen gegen einen anderen Gruppendritten ebenfalls erstmals zu qualifizieren. Durch die guten Qualifikationsergebnisse erreichte Belgien in der FIFA-Weltrangliste im November 2015 erstmals Platz 1 und das als erste Mannschaft, die nie Kontinental- oder Weltmeister wurde.
Für die Gruppenauslosung am 12. Dezember 2015 war Belgien mit dem fünftbesten UEFA-Koeffizienten Topf 1 zugeordnet. Belgien wurde als Gruppenkopf der Gruppe E gelost und erhielt Italien, Schweden und Irland als Gegner. Die aufgrund ihrer in der Qualifikation erbrachten Leistungen favorisierten Belgier verloren gegen Italien mit 0:2, konnten sich dann gegen Irland steigern und mit 3:0 gewinnen, so dass gegen Schweden ein Remis zum Einzug in die K.-o.-Runde gereicht hätte. In einem lange ausgeglichenen Spiel konnten sie das einzige Tor des Spieles nach einer Großchance der Schweden erzielen und als Gruppenzweiter ins Achtelfinale einziehen, wo sie auf Ungarn trafen, gegen das sie 1972 das Spiel um Platz 3 gewonnen hatten. Die Belgier gingen bereits in der zehnten Minute durch Abwehrspieler Toby Alderweireld in Führung, der nach einem Freistoß per Kopf den Ball ins Tor beförderte. Danach konnten die Belgier ihre spielerische Überlegenheit aber nicht in weitere Tore ummünzen und scheiterten mehrmals am besten ungarischen Spieler Torhüter Gábor Király. Erst in der 78. Minute gelang dem zwei Minuten zuvor erstmals eingewechselten Michy Batshuayi das zweite Tor und wiederum zwei Minuten später dem besten Spieler des Spiels Eden Hazard das 3:0. In der Nachspielzeit sorgte der ebenfalls eingewechselte Yannick Carrasco mit dem letzten Tor des Spiels für den höchsten Achtelfinalsieg des Turniers. Im Viertelfinale trafen sie auf Wales, die letzte im Turnier verbliebene britische Mannschaft. Belgien ging in der 13. Minute durch das zweite Turniertor von Radja Nainggolan in Führung, kassierte aber in der 30. Minute nach einer Ecke den Ausgleich. In der zweiten Halbzeit drängten die Belgier auf den Führungstreffer, kassierten aber in der 55. Minute das zweite Gegentor und kurz vor Schluss noch ein Drittes. Dies konnten sie nicht mehr wettmachen.

### EM 2021
Für die paneuropäische EM hatten sich die Belgier mit dem geplanten Eurostadion um die Ausrichtung von drei Gruppenspielen sowie einem Achtel- oder Viertelfinalspiel beworben und erhielten auch die Zusage für vier Spiele. Als jedoch die Planungen nicht zeitgerecht umgesetzt werden konnten und der vorgesehene Termin der Fertigstellung des Stadions nicht mehr gehalten werden konnte, wurde die Ausrichtung im Eurostadion am 7. Dezember 2017 seitens der UEFA abgesagt.
In der Qualifikation, in die auch alle Länder mussten, in denen Spiele der Endrunde stattfinden sollen, trafen die Belgier in der Gruppe I auf Russland, Zypern, Kasachstan, Schottland und San Marino. Die Belgier konnten als erste Mannschaft die ersten sieben Spiele gewinnen und qualifizierten sich am 10. Oktober 2019 durch ein 9:0 gegen San Marino (einer ihrer höchsten Siege) als erste Mannschaft für die Endrunde. Auch die drei restlichen Spiele wurden gewonnen, womit die Belgier erstmals die Qualifikation ohne Punktverlust überstanden. Mit nur drei Gegentoren waren sie zusammen mit den Türken die defensivstärkste Mannschaft der Qualifikation und erzielten gleichzeitig mit 40 Toren die meisten Tore.
Als beste Mannschaft der Qualifikation war Belgien für die Auslosung der Endrunde in Topf 1 gesetzt. Da sich in diesem Topf neben vier EM-Gastgeberländern nur noch die Ukraine befand, die nicht in die Gruppe mit Russland gelost werden konnte, war Belgien schon vor der Auslosung der Gruppe B mit Russland sowie Dänemark zugeordnet worden. Der Gruppe wurde am 30. November 2019 noch EM-Neuling Finnland zugelost. Die Belgier starteten mit einem 3:0-Auswärtssieg gegen Russland. Im zweiten Spiel in Dänemark, kassierten sie das zu dem Zeitpunkt zweitschnellste Gegentor der EM-Geschichte, als Yussuf Poulsen in der 2. Minute die Führung für die Dänen gelang. Erst in der zweiten Halbzeit konnten die Dänen nach Einwechslung von Kevin de Bruyne das Spiel drehen und noch mit 2:1 gewinnen, wodurch sie als erste Mannschaft zwei Auswärtsspiele nacheinander bei einer Endrunde gewinnen konnten. Im letzten Spiel gegen Finnland scheiterten sie lange Zeit immer wieder am finnischen Torhüter Lukáš Hrádecký, bis diesem in der 74. Minute ein Eigentor unterlief. Durch das insgesamt fünfte EM-Tor von Romelu Lukaku siegten sie am Ende mit 2:0 und konnten damit erstmals drei Siege in der Gruppenphase feiern. Im Achtelfinale setzten sie sich mit 1:0 gegen Titelverteidiger Portugal durch, verloren dann aber im Viertelfinale mit 1:2 gegen Italien.

### EM 2024
Für die zweite WM in Deutschland mussten sich die Belgier gegen Österreich, Schweden, Aserbaidschan und Estland qualifizieren. Nach dem Vorrundenaus bei der WM 2022 war Roberto Martínez als Nationaltrainer zurückgetreten. Ihm folgte Domenico Tedesco. Dieser führte die Mannschaft mit sechs Siegen und zwei Remis durch die Qualifikation und wie vier Jahre zuvor waren sie damit die erste Mannschaft, die sich für die Endrunde qualifizieren konnte. Maßgeblichen Anteil daran hatte Rekordtorschütze Romelu Lukaku, der nach dem verletzungsbedingten Ausfall von Kapitän Kevin De Bruyne die Kapitänsbinde übernommen hatte und 14 der 22 belgischen Qualifikationstore erzielte, womit er bester Torschütze der Qualifikation war. Das vorletzte Spiel am 16. Oktober 2023 gegen Schweden wurde nach der 1. Halbzeit beim Stand von 1:1 abgebrochen, nachdem knapp 1,5 Stunden vor Anpfiff des Spiels zwei schwedische Staatsangehörige bei einer Schießerei in der Brüsseler Innenstadt getötet worden waren. Die UEFA entschied, das Spiel mit diesem Stand zu werten. Eine Auswirkung auf die Qualifikation hatte dies nicht, da Belgien zu dem Zeitpunkt bereits qualifiziert war und die Schweden sich selbst bei einem Sieg nicht mehr qualifizieren konnten.
Bei der Auslosung der Endrundengruppen waren die Belgier als viertbester Gruppensieger Topf 1 zugeordnet und konnten somit nicht auf Gastgeber Deutschland treffen. Zugelost wurden ihnen die Slowakei, Rumänien und der Sieger des Play-Off-Pfad B, der erst im Februar 2024 ermittelt wird. Dies wurde die Ukraine. Die Belgier starteten mit einer 0:1-Niederlage gegen die Slowakei ins Turnier, gewannen dann gegen Rumänien mit 2:0 und trennten sich torlos von der Ukraine. Da erstmals in der EM-Geschichte alle vier Mannschaften nach den Gruppenspielen vier Punkte hatten und die Belgier und Rumänen eine Tordifferenz von +1, entschieden die mehr geschossenen Tore um Platz 1 und 2 und hier lagen die Rumänen vorne, so dass die Belgier Gruppenzweite wurden und im Achtelfinale auf den Nachbarn Frankreich trafen und mit 0:1 ausschieden.

## Spieler mit den meisten Einsätzen bei Europameisterschaften

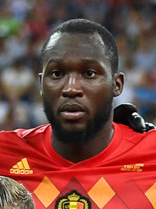
Romelu Lukaku, (EM-)Rekordtorschütze und- spieler der Belgier

| Spiele | Spieler               | Jahr (Spiele)                |
| ------ | --------------------- | ---------------------------- |
| 14     | Romelu Lukaku         | 2016 (5), 2021 (5), 2024 (4) |
| 13     | Kevin De Bruyne       | 2016 (5), 2021 (4), 2024 (4) |
| 12     | Yannick Carrasco      | 2016 (5), 2021 (3), 2024 (4) |
| 11     | Jan Vertonghen        | 2016 (4), 2021 (4), 2024 (3) |
| 10     | Thibaut Courtois      | 2016 (5), 2021 (5)           |
| 9      | Toby Alderweireld     | 2016 (5), 2021 (4)           |
|        | Eden Hazard           | 2016 (5), 2021 (4)           |
|        | Dries Mertens         | 2016 (5), 2021 (4)           |
|        | Thomas Meunier        | 2016 (4), 2021 (5)           |
|        | Thomas Vermaelen      | 2016 (4), 2021 (5)           |
|        | Axel Witsel           | 2016 (5), 2021 (4)           |
| 7      | Jan Ceulemans         | 1980 (4), 1984 (3)           |
|        | Jean-Marie Pfaff      | 1980 (4), 1984 (3)           |
|        | René Vandereycken     | 1980 (4), 1984 (3)           |
|        | Youri Tielemans       | 2021 (4), 2024 (3)           |
| 6      | Erwin Vandenbergh     | 1980 (3), 1984 (3)           |
|        | Jérémy Doku           | 2021 (2), 2024 (4)           |
| 5      | Radja Nainggolan      | 2016 (5)                     |
|        | Timothy Castagne      | 2021 (1), 2024 (4)           |
| 4      | Julien Cools          | 1980 (4)                     |
|        | Eric Gerets           | 1980 (4)                     |
|        | Walter Meeuws         | 1980 (4)                     |
|        | Luc Millecamps        | 1980 (4)                     |
|        | Raymond Mommens       | 1980 (4), 1984 (0)           |
|        | Michel Renquin        | 1980 (4)                     |
|        | François Van Der Elst | 1980 (4)                     |
|        | Wilfried Van Moer     | 1980 (4)                     |
|        | Thorgan Hazard        | 2021 (4)                     |
|        | Leandro Trossard      | 2021 (1), 2024 (3)           |
|        | Koen Casteels         | 2024 (4)                     |
|        | Wout Faes             | 2024 (4)                     |
|        | Orel Mangala          | 2024 (4)                     |
|        | Amadou Onana          | 2024 (4)                     |

Stand: 1. Juli 2024

## Spieler mit den meisten Toren bei Europameisterschaften
| Tore | Spieler          | Jahr (Tore)        |
| ---- | ---------------- | ------------------ |
| 6    | Romelu Lukaku    | 2016 (2), 2021 (4) |
| 2    | Jan Ceulemans    | 1980 (1), 1984 (1) |
|      | Thorgan Hazard   | 2021 (2)           |
|      | Radja Nainggolan | 2016 (2)           |
|      | Kevin De Bruyne  | 2021 (1), 2024 (1) |
| 1    | 19 Spieler       |                    |

Stand: 1. Juli 2024

## Bei Europameisterschaften gesperrte Spieler
- 1980 erhielten René Vandereycken und François Van Der Elst die zweite Gelbe Karte, die aber keinen Effekt mehr hatte.
- 2000 erhielt Torhüter Filip De Wilde im letzten Gruppenspiel die Rote Karte, da Belgien schon dreimal ausgewechselt hatte, musste ein Feldspieler ins Tor. Durch das Ausscheiden Belgiens, hatte die Karte keinen weiteren Effekt mehr auf das Turnier, De Wilde wurde aber für das nächste WM-Qualifikationsspiel gegen Kroatien gesperrt.
- 2016 erhielt Thomas Vermaelen im Achtelfinale die zweite Gelbe Karte und war für das Viertelfinale gegen Wales gesperrt. Die zweite Gelbe Karte, die Marouane Fellaini im Viertelfinale erhielt, hatte dagegen keine Wirkung, da Belgien ausschied.
- 2024 war Dodi Lukébakio durch die zwei Gelben Karten, die er in den ersten beiden Gruppenspielen erhielt, für das dritte Gruppenspiel gesperrt. Orel Mangala erhielt im Achtelfinale die zweite Gelbe Karte, da die Belgier ausschieden, hatte sie keine Wirkung.

## Anteil der im Ausland spielenden Spieler im EM-Kader
Erstmals zur EM 1984 wurden zwei Spieler in den EM-Kader berufen, die nicht in Belgien spielten. 2000 stellten Legionäre dann die knappe Mehrheit im Kader. 2016, 2021 und 2024 sind noch in Belgien aktive Spieler eine kleine Minderheit.
| Jahr (Spiele) | Anzahl (Länder) | Spieler (Einsätze) |
| ------------- | --- | --- |
| 1972 (2)      | 0 | |
| 1980 (4)      | 0 | |
| 1984 (2)      | 2 (1 in Deutschland, 1 in Italien) | Jean-Marie Pfaff (3); Ludo Coeck (2) |
| 2000 (3)      | 12 (4 in Deutschland, 2 in England, 1 in Frankreich, 1 in Italien, 3 in den Niederlanden, 1 in Portugal)                                     | Emile Mpenza (3), Jacky Peeters (1), Nico Van Kerckhoven (3), Marc Wilmots (3); Gilles De Bilde (1), Branko Strupar (3); Philippe Léonard (1); Johan Walem (0); Geert De Vlieger (0), Luc Nilis (3), Joos Valgaeren (3); Mbo Mpenza (1) |
| 2016 (5)      | 19 (11 in England, 1 in Frankreich, 2 in Italien, 1 in Kanada, 1 in Russland, 2 in Spanien, 1 in der Türkei)                                 | Toby Alderweireld (5), Christian Benteke (2), Thibaut Courtois (5), Kevin De Bruyne (5), Moussa Dembélé (1), Marouane Fellaini (3), Eden Hazard (5), Romelu Lukaku (5), Simon Mignolet, Divock Origi (2), Jan Vertonghen (4); Michy Batshuayi (2); Radja Nainggolan (5), Dries Mertens (5); Laurent Ciman (1); Axel Witsel (5); Yannick Carrasco (5) (1), Thomas Vermaelen (3); Jason Denayer (1)                                                                                            |
| 2021 (5)      | 23 (3 in Deutschland, 9 in England, 3 in Frankreich, 2 in Italien, 1 in Japan, 1 in Portugal, 3 in Spanien, 1 in der Türkei)                 | Dedryck Boyata (2), Thorgan Hazard (4), Thomas Meunier (5), Axel Witsel (4); Toby Alderweireld (4), Michy Batshuayi (1), Christian Benteke (1), Timothy Castagne (1), Kevin De Bruyne (4), Leander Dendoncker (3), Dennis Praet (2), Youri Tielemans (4), Leandro Trossard (1); Jason Denayer (2), Jérémy Doku (2), Matz Sels; Romelu Lukaku (5), Dries Mertens (4); Thomas Vermaelen (5); Jan Vertonghen (4); Yannick Carrasco (3), Thibaut Courtois (5), Eden Hazard (4); Nacer Chadli (2) |
| 2024 (4)      | 22 (3 in Deutschland, 9 in England, 2 in Frankreich, 2 in Italien, 1 in den Niederlanden, 1 in Saudi-Arabien, 3 in Spanien, 1 in der Türkei) | Koen Casteels (4), Loïs Openda (3), Aster Vranckx (0); Timothy Castagne (4), Kevin De Bruyne (4), Jérémy Doku (4), Wout Faes 1 (4), Thomas Kaminski (0), Amadou Onana (4), Matz Sels (0), Youri Tielemans (3), Leandro Trossard (3); Orel Mangala (4), Arthur Theate (3); Charles De Ketelaere (1), Romelu Lukaku (4); Johan Bakayoko (2); Yannick Carrasco (4); Dodi Lukébakio (3), Arthur Vermeeren (0), Axel Witsel (0); Thomas Meunier (0)                                               |

Stand: 1. Juli 2024

## Rekorde
- Höchster Sieg in einem Achtelfinale: Belgien – Ungarn 4:0 (2016)
- Gegen zwei Länder gab es bei einer EM den höchsten Sieg
  -  Russland: Vorrunde 2021 – 3:0 (zudem ein 4:1 in der Qualifikation für die EM)
  -  Ungarn: Achtelfinale 2016 - 4:0
- Gegen folgende Länder kassierte die belgische Mannschaft ihre höchsten Niederlagen bei EM-Turnieren:
  -  Frankreich: Vorrunde 1984 - 0:5 (zugleich die höchste Niederlage Belgiens bei einer EM)
  -  Slowakei: Vorrunde 2024 - 0:1 (einzige Niederlage gegen die Slowakei)
  -  Türkei: Vorrunde 2000 - 0:2

### Negativrekorde
- Höchste Niederlagen in Gruppenspielen: Belgien – Frankreich (1984), Jugoslawien – Dänemark (1984) und Bulgarien – Schweden (2004) – alle 0:5
- Die meisten Heimniederlagen: 3 (zusammen mit Frankreich)

## Spiele
Belgien bestritt bisher 26 EM-Spiele, davon wurden zwölf gewonnen, zehn verloren und drei endeten remis. Kein Spiel musste verlängert werden.
Belgien nahm einmal (2000 als Gastgeber) am Eröffnungsspiel der EM teil.
Belgien hatte bisher fünf Heimspiele und spielte viermal gegen einen Gastgeber (2× in der Vorrunde: 1980 und 1984, 2× 2021). Belgien traf im Achtelfinale 2021 erstmals auf den Titelverteidiger. Dreimal spielte Belgien gegen den späteren Europameister: 1972 (Halbfinale), 1980 (Finale) und 1984 (Vorrunde).
Die meisten Spiele gab es gegen Italien (4), von den keins gewonnen wurde.
| Alle EM-Spiele |               |               |          |                  |   |                         | |
| Nr.            | Datum         | Gegner        | Ergebnis | Anlass           |   | Austragungsort          | Bemerkungen |
| 1.             | 14.06.1972    | BRD           | 1:2      | Halbfinale       | H | Antwerpen               | |
| 2.             | 17.06.1972    | Ungarn        | 2:1      | Spiel um Platz 3 | H | Lüttich                 | |
| 3.             | 12.06.1980    | England       | 1:1      | Vorrunde         | * | Turin (ITA)             | |
| 4.             | 15.06.1980    | Spanien       | 2:1      | Vorrunde         | * | Mailand (ITA)           | 400. Länderspiel |
| 5.             | 18.06.1980    | Italien       | 0:0      | Vorrunde         | A | Rom (ITA)               | |
| 6.             | 22.06.1980    | BRD           | 1:2      | Finale           | * | Rom (ITA)               | |
| 7.             | 13.06.1984    | Jugoslawien   | 2:0      | Vorrunde         | * | Lens (FRA)              | |
| 8.             | 16.06.1984    | Frankreich    | 0:5      | Vorrunde         | A | Nantes (FRA)            | |
| 9.             | 19.06.1984    | Dänemark      | 2:3      | Vorrunde         | * | Straßburg (FRA)         | |
| 10.            | 10.06.2000    | Schweden      | 2:1      | Eröffnungsspiel  | H | Brüssel                 | |
| 11.            | 14.06.2000    | Italien       | 0:2      | Vorrunde         | H | Brüssel                 | |
| 12.            | 19.06.2000    | Türkei        | 0:2      | Vorrunde         | H | Brüssel                 | |
| 13.            | 13. Juni 2016 | Italien       | 0:2      | Vorrunde         | * | Lyon (FRA)              | |
| 14.            | 18. Juni 2016 | Irland        | 3:0      | Vorrunde         | * | Bordeaux (FRA)          | |
| 15.            | 22. Juni 2016 | Schweden      | 1:0      | Vorrunde         | * | Nizza (FRA)             | |
| 16.            | 26. Juni 2016 | Ungarn        | 4:0      | Achtelfinale     | * | Toulouse (FRA)          | Höchster Sieg bei einer EM |
| 17             | 1. Juli 2016  | Wales         | 1:3      | Viertelfinale    | * | Lille (FRA)             | |
| 18             | 12. Juni 2021 | Russland      | 3:0      | Vorrunde         | A | Sankt Petersburg (RUS)  | |
| 19             | 17. Juni 2021 | Dänemark      | 2:1      | Vorrunde         | A | Kopenhagen (DNK)        | Erstmals kann eine Mannschaft bei einer EM-Endrunde zwei Auswärtsspiele nacheinander gewinnen. 100. Länderspiel von Dries Mertens |
| 20             | 21. Juni 2021 | Finnland      | 2:0      | Vorrunde         | * | Sankt Petersburg (RUS)  | |
| 21             | 27. Juni 2021 | Portugal (TV) | 1:0      | Achtelfinale     | * | Sevilla (ESP)           | |
| 22             | 2. Juli 2021  | Italien       | 1:2      | Viertelfinale    | * | München (DEU)           | |
| 23             | 17. Juni 2024 | Slowakei      | 0:1      | Vorrunde         | * | Frankfurt am Main (DEU) | |
| 24             | 22. Juni 2024 | Rumänien      | 2:0      | Vorrunde         | * | Köln (DEU)              | |
| 25             | 26. Juni 2024 | Ukraine       | 0:0      | Vorrunde         | * | Stuttgart (DEU)         | Erstes Spiel gegen die Ukraine |
| 26             | 1. Juli 2024  | Frankreich    | 0:1      | Achtelfinale     | * | Düsseldorf (DEU)        | |